# Elena Bianchini-Cappelli
Elena Bianchini-Cappelli (Roma, 1873 - Rímini, 19 de setembre de 1919) fou una notable soprano italiana.
Va estudiar a Nàpols amb Guglielmo Vergine tenint com a company a Caruso, amb qui en el temps va mantenir una profunda amistat, Caruso s'allotjava sovint a la casa de camp a Rimini. En l'estiu de 1911, durant el festival anual que es va organitzar a Vila Elena, va arribar el gran tenor que cantà en honor de la seva estimada amiga Elena.

## Carrera
Acabats els seus estudis a Nàpols debutà amb La traviata (1893) en el teatre Bellini d'aquella ciutat, corregent després amb èxit els primers coliseus d'Europa i Amèrica.
A partir del seu debut va actuar arreu d'Europa incloent el seu debut al Gran Teatre del Liceu de Barcelona l'11 de desembre de 1904 en el rol de Lucrezia Borgia, teatre al que torna actuar altres temporades. El 1902 va fer el salt als Estats Units i el Canadà, debutant en el Nou Continent el 10 de febrer d'aquell any a Baltimore en el paper de Santuzza de la Cavalleria Rusticana, amb aquest mateix rol cantà per última vegada a Nova York el setembre de 1918, sense saber que ja no tornaria aquell país.
Entre les obres que més descollen pel seu talent dramàtic hi figuren Tosca, La Gioconda, Aida, Die Walküre, Mefistofele i Otello.